# Stader Schiffswerft
Die Stader Schiffswerft GmbH war ein Schiffbauunternehmen in Stade an der Schwinge, dessen Schwerpunkt in der Produktion von Küstenmotorschiffen (Kümos) lag.

## Geschichte

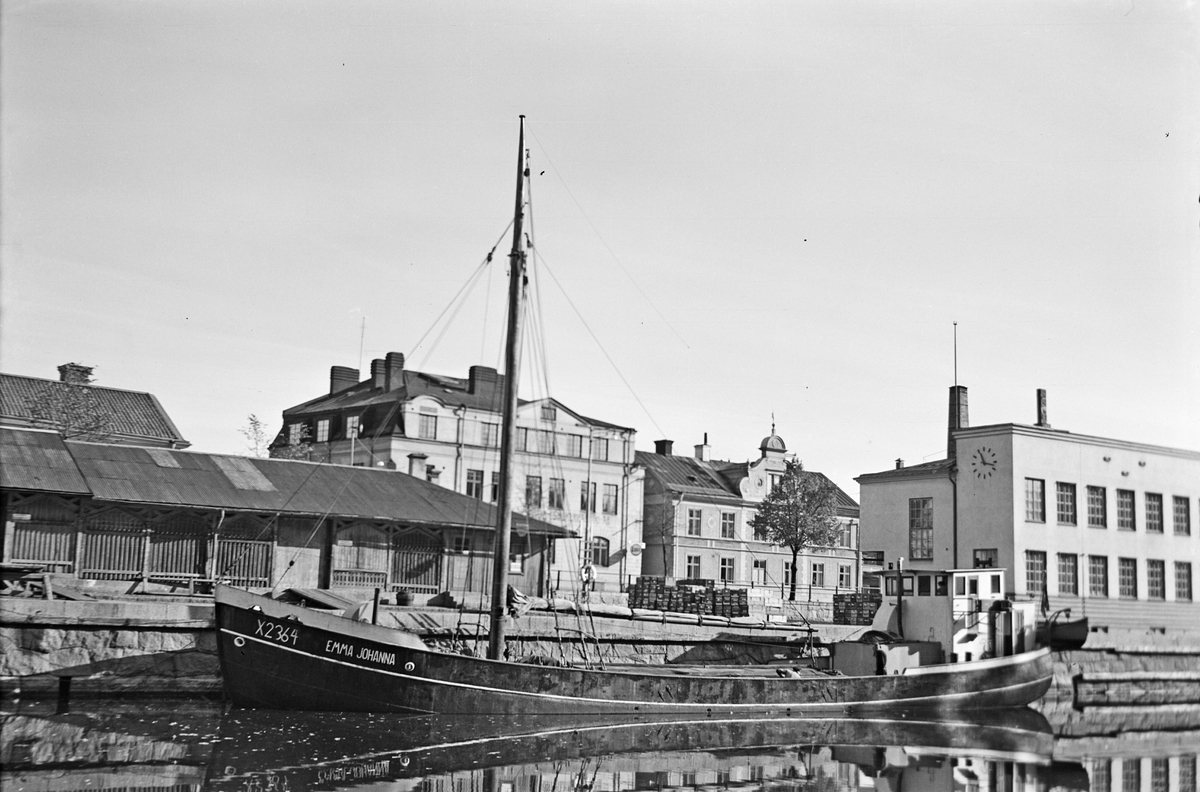
Die Emma Johanna wurde 1913 bei Ropers als Schoner Amanda gebaut

Die Ursprünge der Stader Schiffswerft reichen ins Jahr 1758 zurück. Damals siedelte sich die erste Werft, bei der es sich um ein öffentliches Unternehmen handelte, auf dem Gelände der Stader Salztorvorstadt an. Die staatliche Werft wurde 1855 privatisiert und vom Schiffbauer Jacob Ropers erworben, der das Unternehmen später an seinen Sohn Detlef Ropers übergab. Auf der Ropers-Werft entstanden anfangs fast ausschließlich Ewer, später auch einige Schoner. Nach dem Tod von Detlef Ropers im Jahr 1906 führte dessen Witwe die Werft weiter. Während des Ersten Weltkriegs ruhte das Neubaugeschäft. In den 1920er Jahren nahm man die Produktion wieder auf und lieferte unter anderem den 1926 gebauten Motorschoner Carlshütte ab.

### 1927–1971

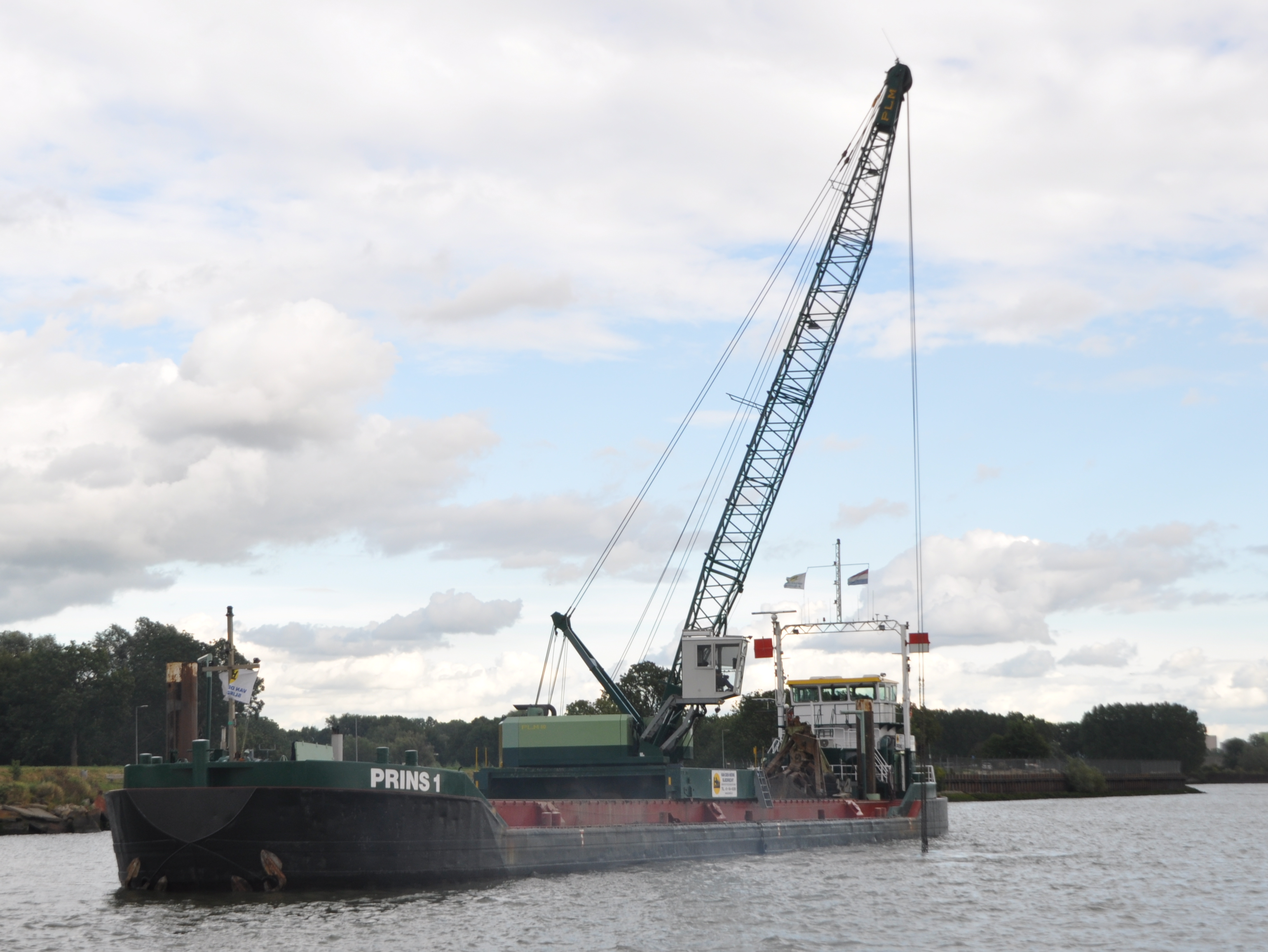
Die Prins 1 wurde 1969 als B 41 gebaut

Die Stader Schiffswerft GmbH wurde 1927 zunächst als reine Reparaturwerft gegründet. Erst nach dem Kauf der ehemaligen Ropers-Werft im Jahr 1937 wurde auf deren Gelände damit begonnen, auch Schiffsneubauten zu fertigen. Das 1937 abgelieferte Küstenmotorschiff (Kümo) Hanseat gehörte zu den ersten Neubauten des Unternehmens, das für die Dauer seines Bestehens fast ausschließlich Kümos herstellte. Der zivile Schiffsbau kam während des Zweiten Weltkriegs zum Erliegen. Die Werft lieferte im Jahr 1947 mit dem Fischereischiff Goden Wind ihren ersten Nachkriegsneubau ab. Nachdem die Westalliierten das 1945 erlassene generelle Schiffbauverbot teilweise gelockert hatten, konnte die Werft ab 1950 die Fertigung von Kümos wieder aufnehmen. In den frühen 1950er Jahren liefen jährlich etwa drei bis vier Schiffe vom Stapel. Daneben führte das Unternehmen weiterhin Reparaturen und Umbauten durch. Die auf der Werft gebauten Kümos wurden mit maximal 499 BRT vermessen. Zur Ausstattung des Betriebs gehörten mehrere Slipanlagen.
Nach der erfolgreichen Umstellung auf die Sektionsbauweise geriet die Werft Ende der 1960er Jahre in finanzielle Bedrängnis. Am 22. August 1967 lieferte sie ihren letzten kompletten Kümo-Neubau, die mit 499 BRT und einer Tragfähigkeit von 1360 Tonnen vermessene Rebena (№ 205), an den Eigner Heinz Schultz aus Stade ab. Als letzte Komplettbauten folgten 1968 der von einem iranischen Eigner bestellte Hecktrawler Matragh (№ 206) und 1969 das mit 820 BRT vermessene Baggerschiff B 41 (№ 209). Gleichzeitig begann das Unternehmen damit, Kaskos für andere Werften herzustellen. Im Auftrag der Mützelfeldtwerft entstanden 1969 die Kaskos für das Fährschiff Niedersachsen und den Hafentanker Kurt. Für die Peterswerft liefen von Februar 1970 bis Januar 1971 drei Kümo-Schiffsrümpfe vom Stapel. Im Jahr 1971 meldete die Stader Werft erstmals Konkurs an.

### 1971–1976

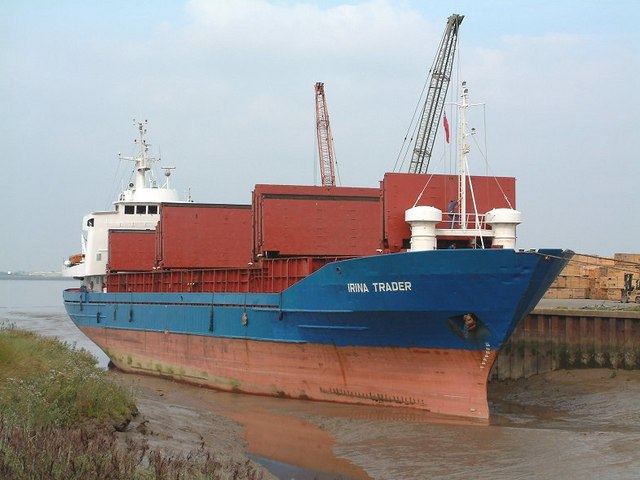
Der Rumpf der 1976 bei Hugo Peters gebauten Irina Trader (zuvor Boknis) entstand auf der Stader Schiffswerft

Kurz nach dem Konkurs der ursprünglichen Stader Schiffswerft GmbH übernahm die Stader Schiffswerft Otte & Co. KG den Betrieb. Es gelang erneut, ein gutgehendes Repararaturgeschäft aufzubauen. Darüber hinaus konnte das Unternehmen auch wieder eine ganze Reihe von Unteraufträgen für Kaskos der Peterswerft sowie zusätzlich der Husumer Schiffswerft hereinnehmen. Das Unternehmen beschäftigte unter Otte noch rund 85 Mitarbeiter und verfügte über eine Neubauhelling sowie zwei Slips. Eines der berühmtesten Schiffe, die in der Werft gelegen hatten, war der historische Gaffelschoner Großherzogin Elisabeth, der 1974 in Stade restauriert wurde.
Die Stader Schiffswerft Otte & Co. KG geriet im Sommer 1976 in eine finanzielle Schieflage, woraufhin am 20. Juli 1976 das Konkursverfahren eröffnet werden musste. Der im Auftrag der Husumer Werft im Bau befindliche Rumpf für den 999-BRT-Kümo Voline musste unter Federführung der Husumer Schiffbauer fertiggestellt werden.

### Folgen und spätere Nutzung
Da die 1970er Jahre in Stade und seinem Umland durch eine starke wirtschaftliche Wachstumsphase gekennzeichnet waren, löste der Konkurs der Stader Schiffswerft nur geringfügige soziale Folgen aus.
Nachdem das Gelände der Werft anfangs noch für kleinere Arbeiten und als Liegeplatz genutzt wurde, lag es bis ins Jahr 2009 brach. Zusammen mit dem benachbarten Gelände der 1960 geschlossenen Norddeutschen Lederfabrik überbaute man das Gesamtareal zu einem neuen Wohn- und Geschäftsviertel mit dem Namen Salztorsvorstadt.

## Galerie

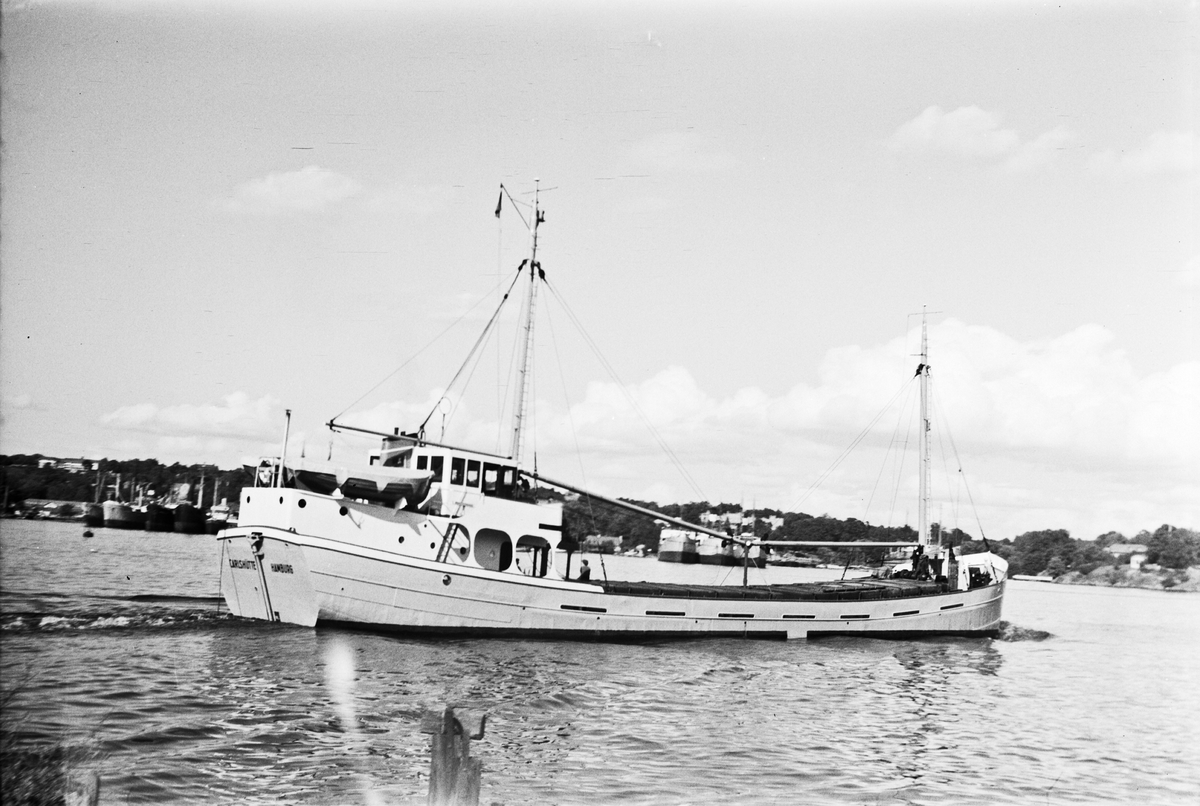
Carlshütte, № 118 (1926)
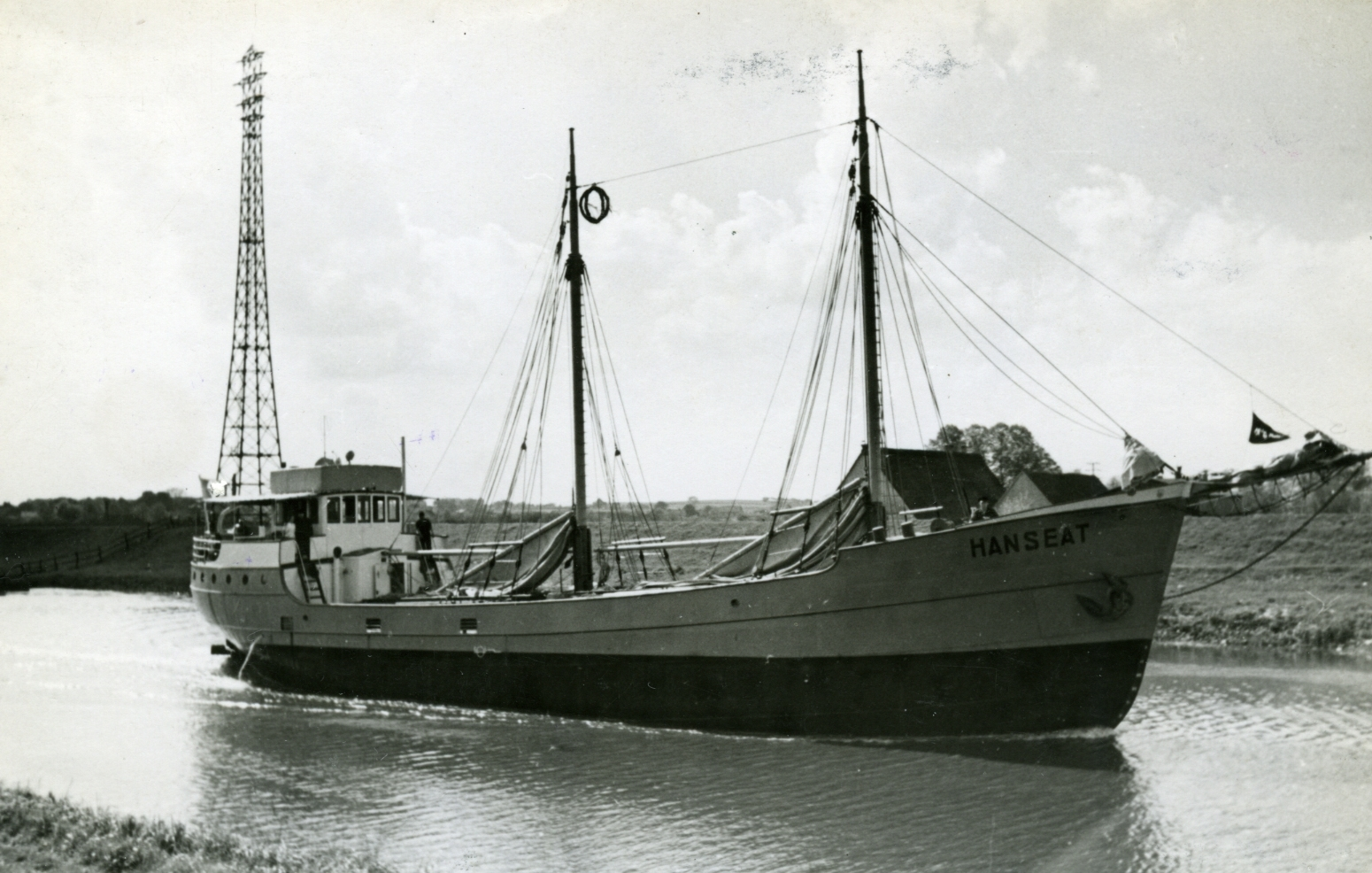
Hanseat, № 137 (1937)
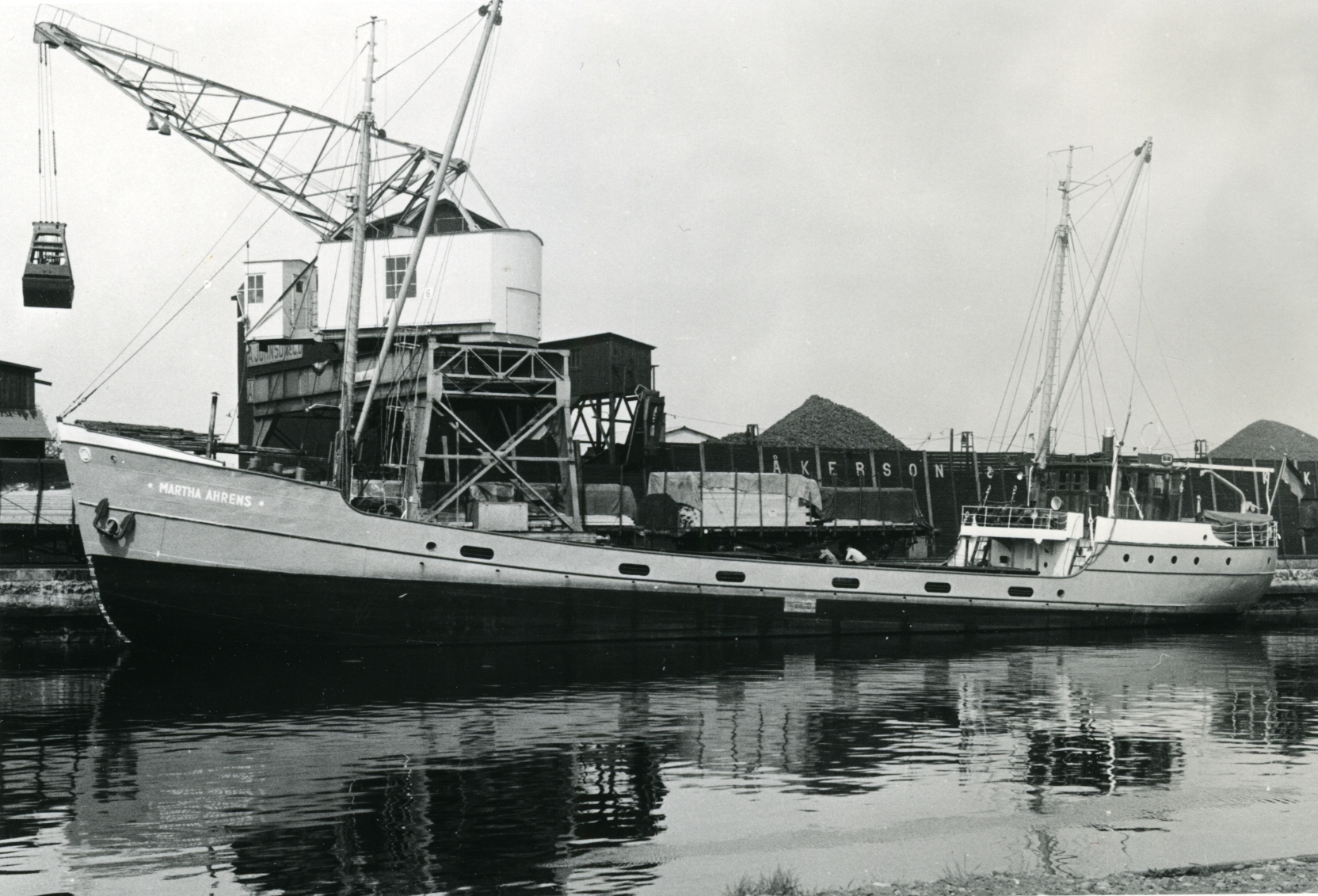
Martha Ahrens, № 139 (1939)
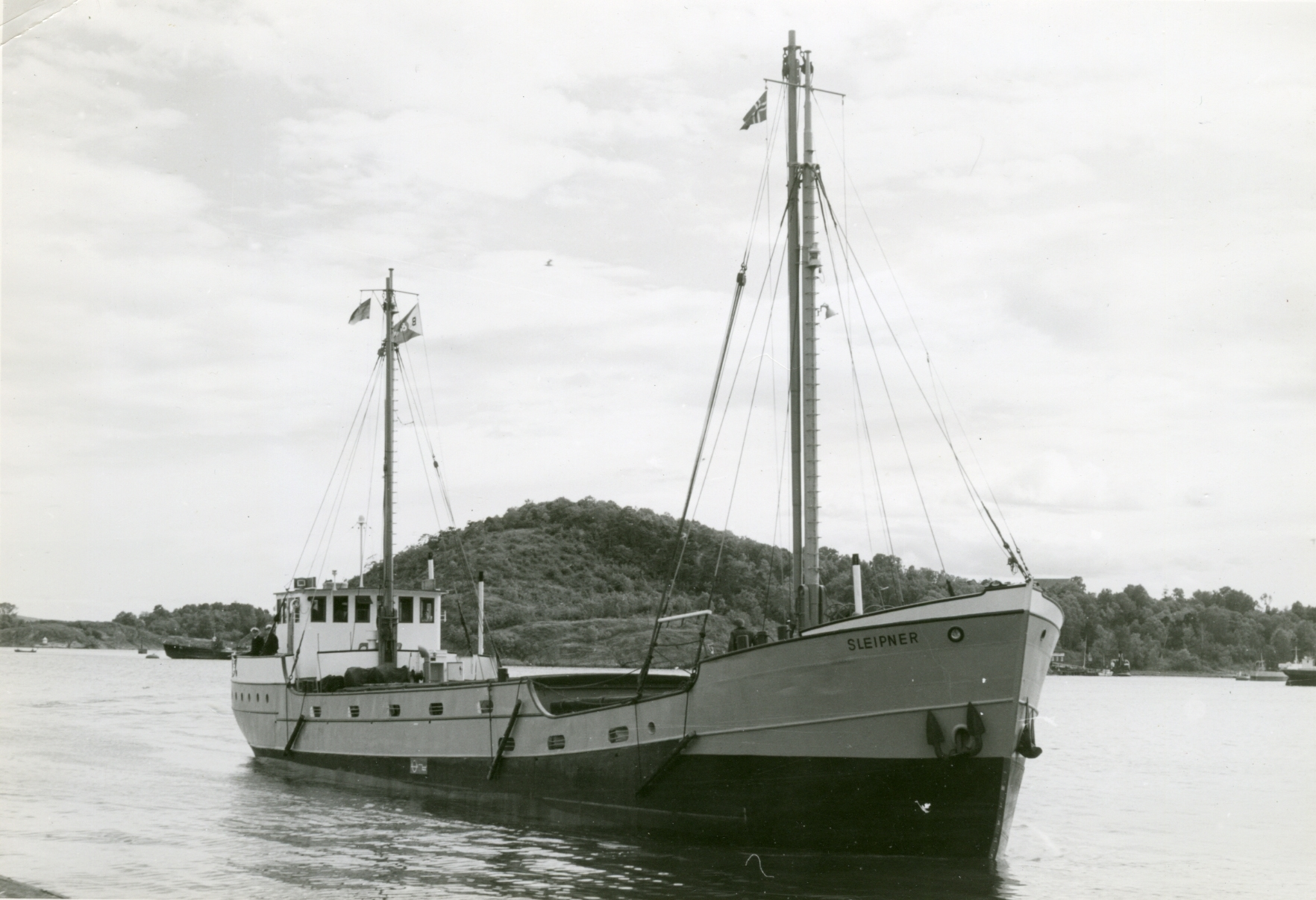
Sleipner, № 140 (1940)
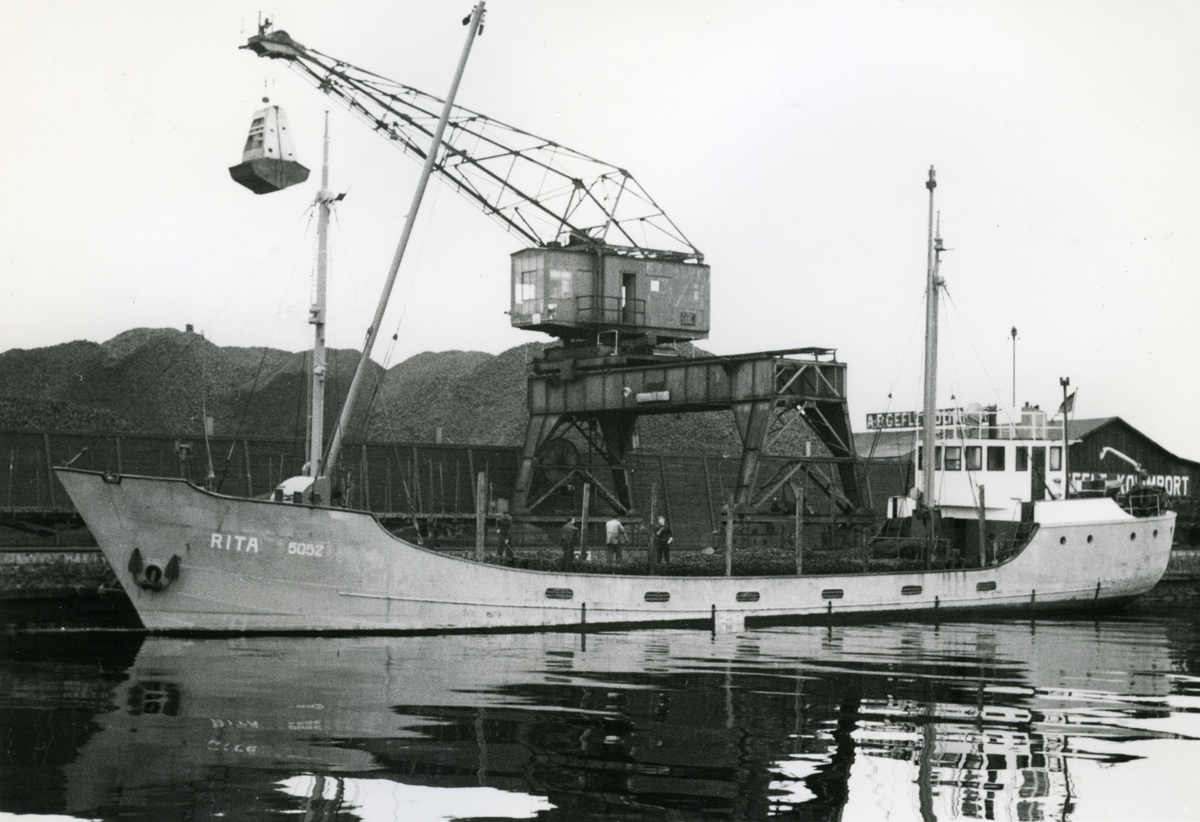
Rita, № 157 (1950)
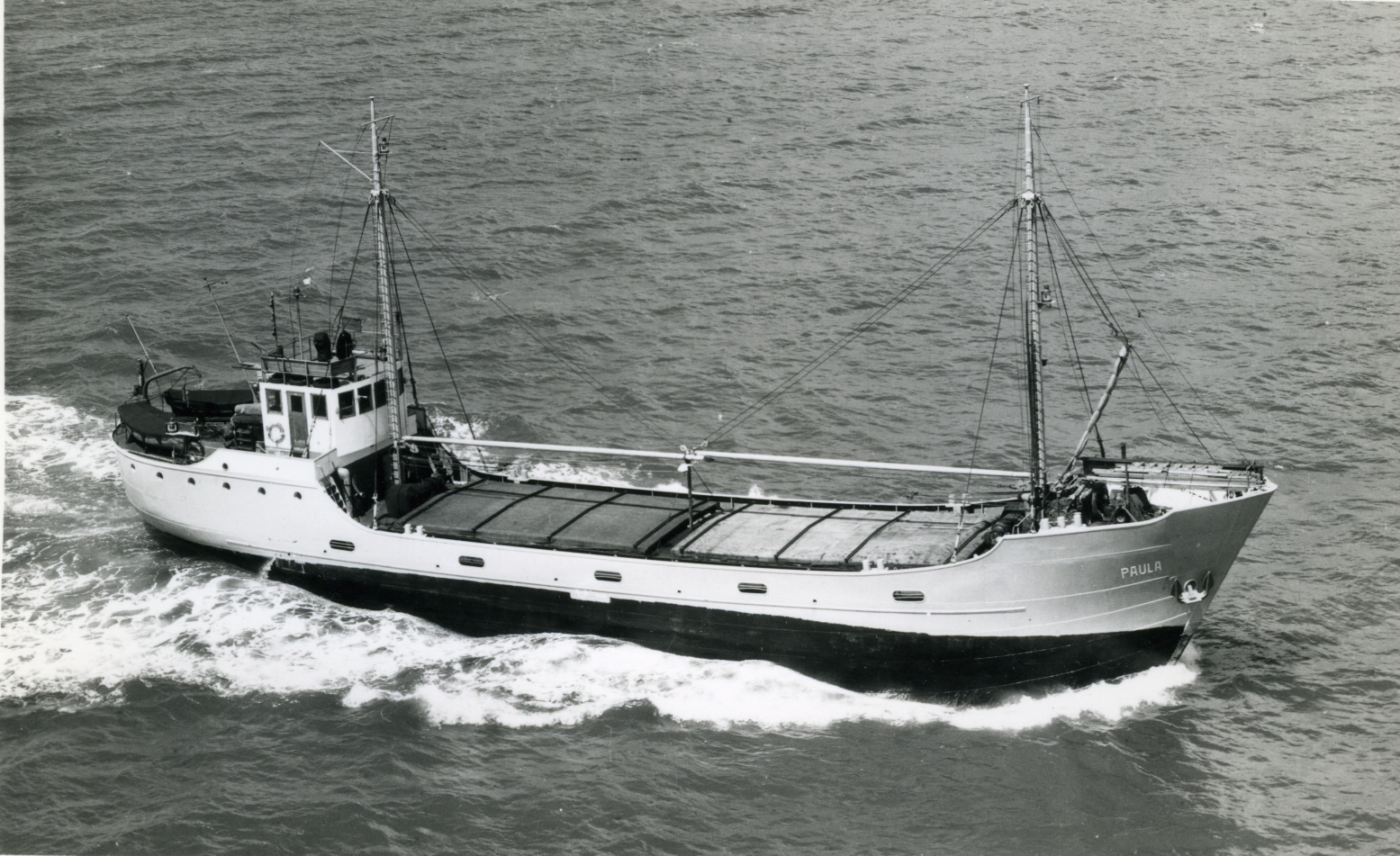
Paula, № 159 (1951)
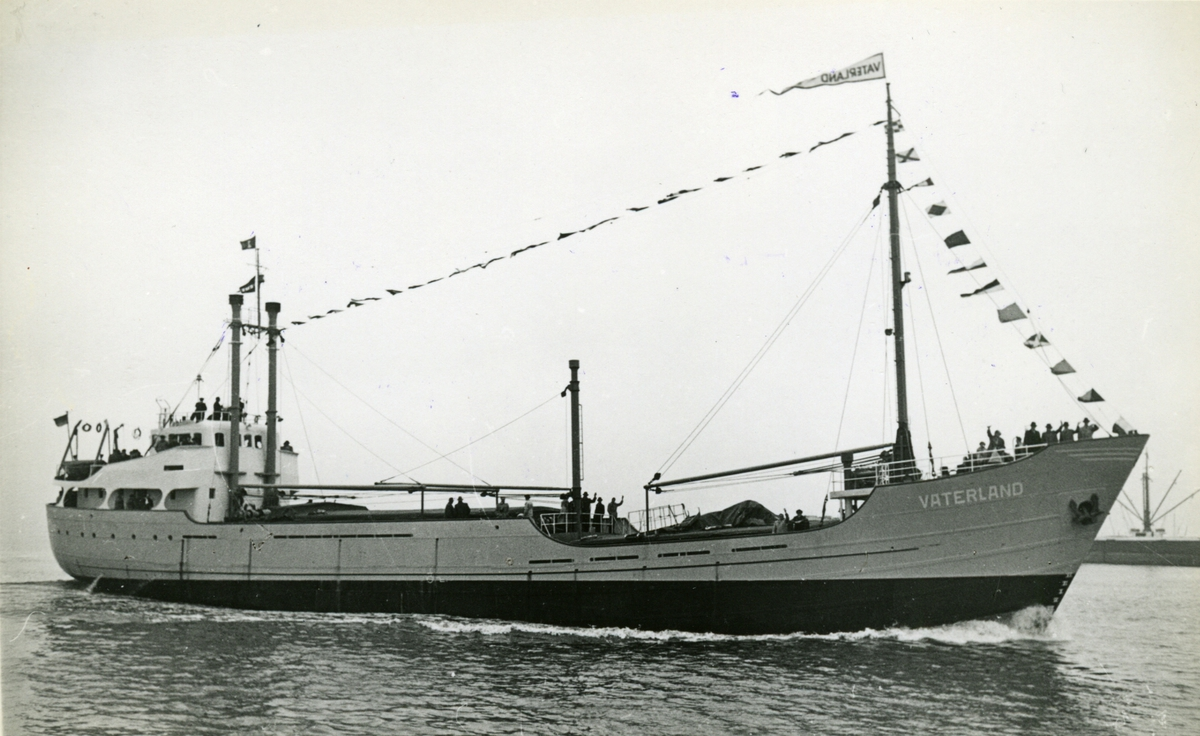
Vaterland, № 166 (1954)
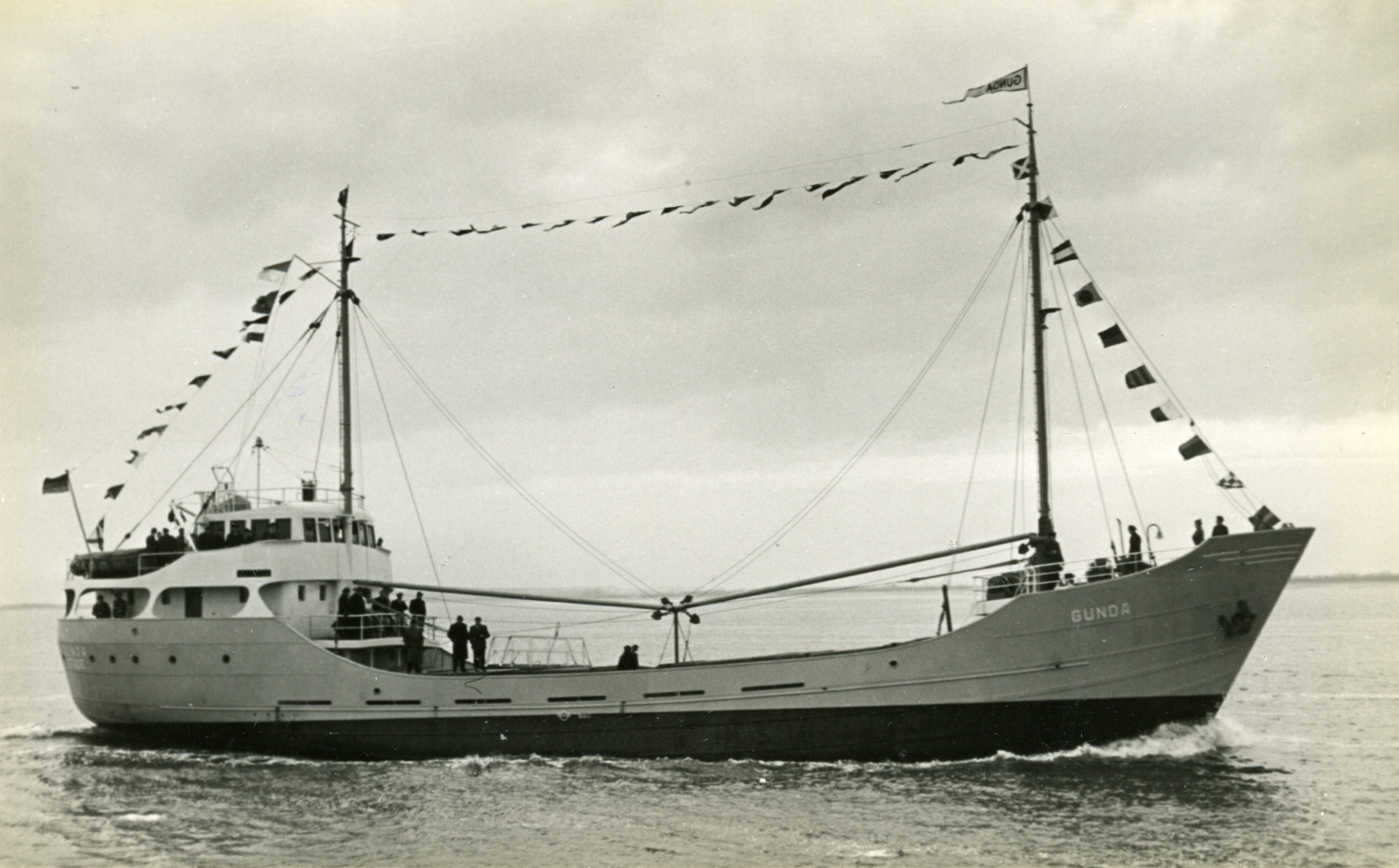
Gunda, № 167 (1954)
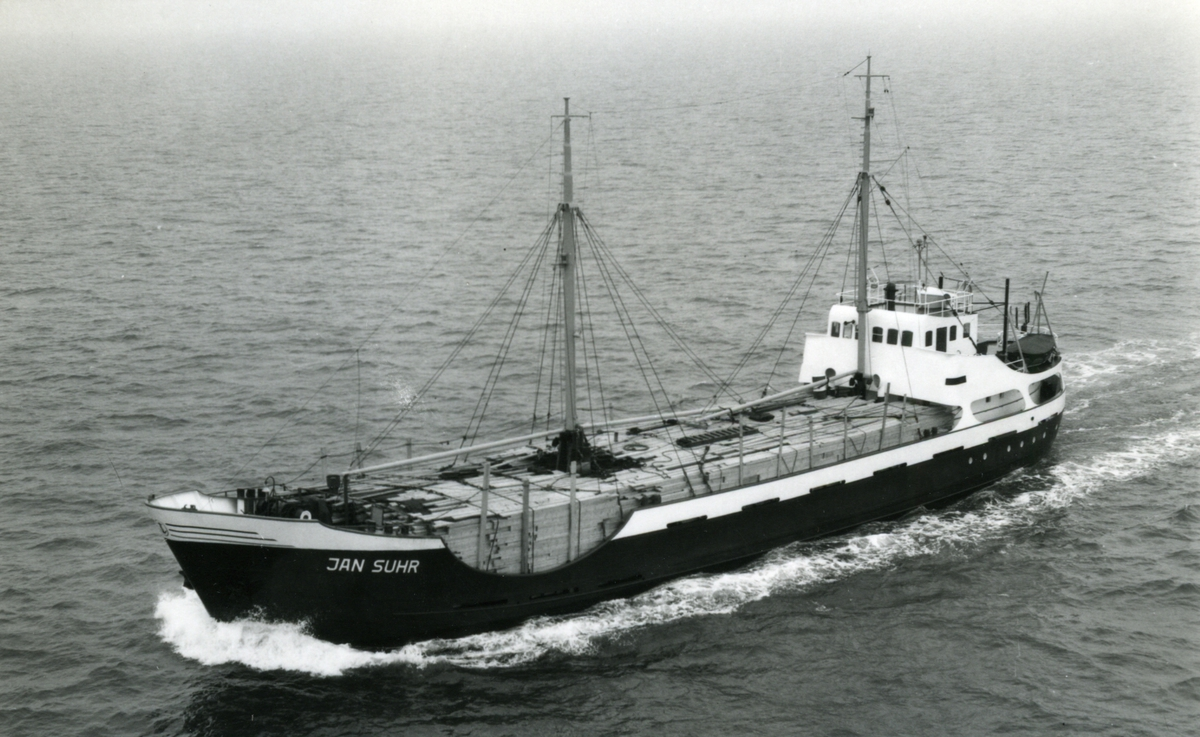
Jan Suhr, № 169 (1955)
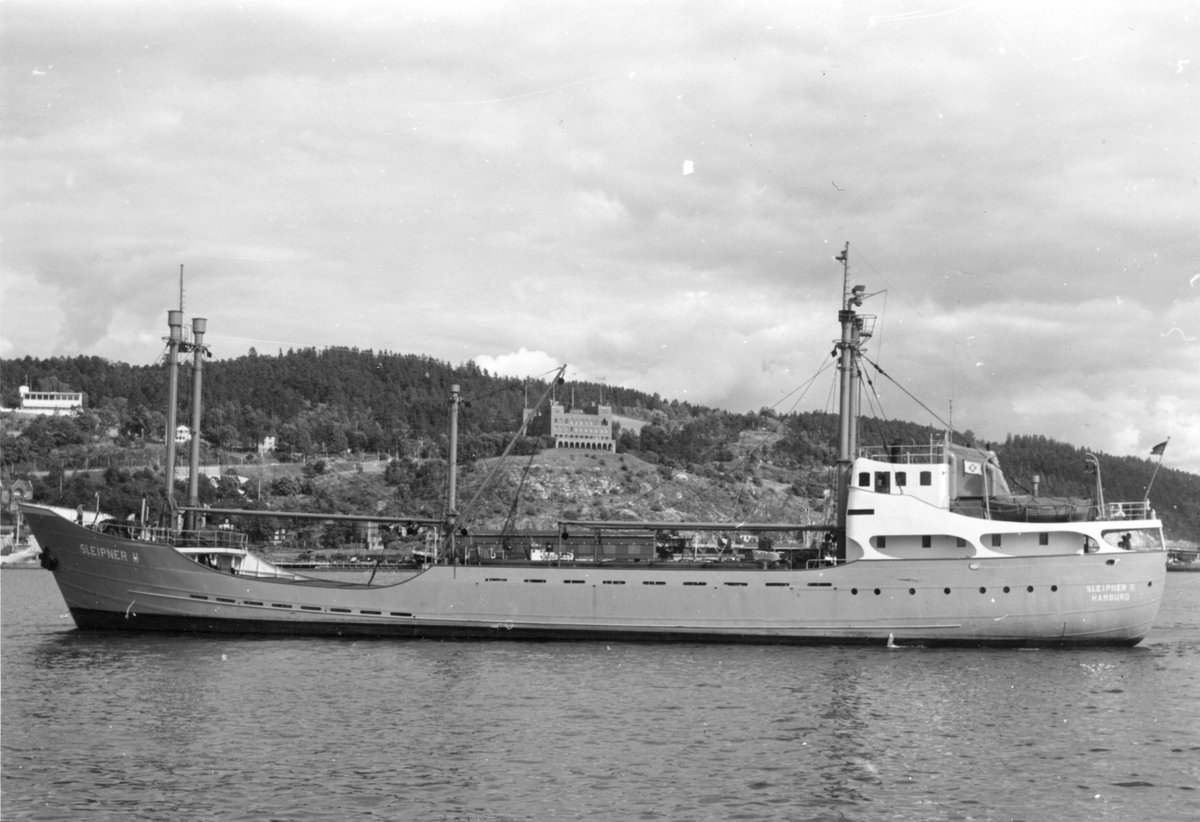
Sleipner II, № 172 (1956)
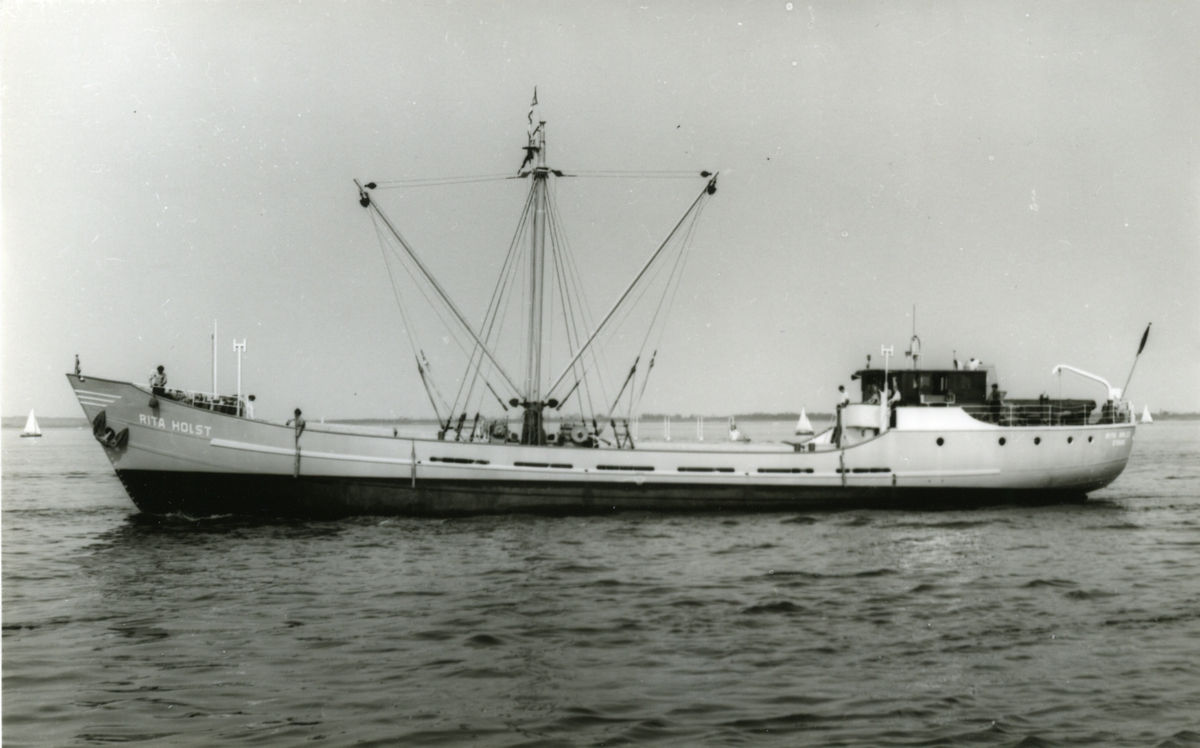
Rita Holst, № 174 (1955)
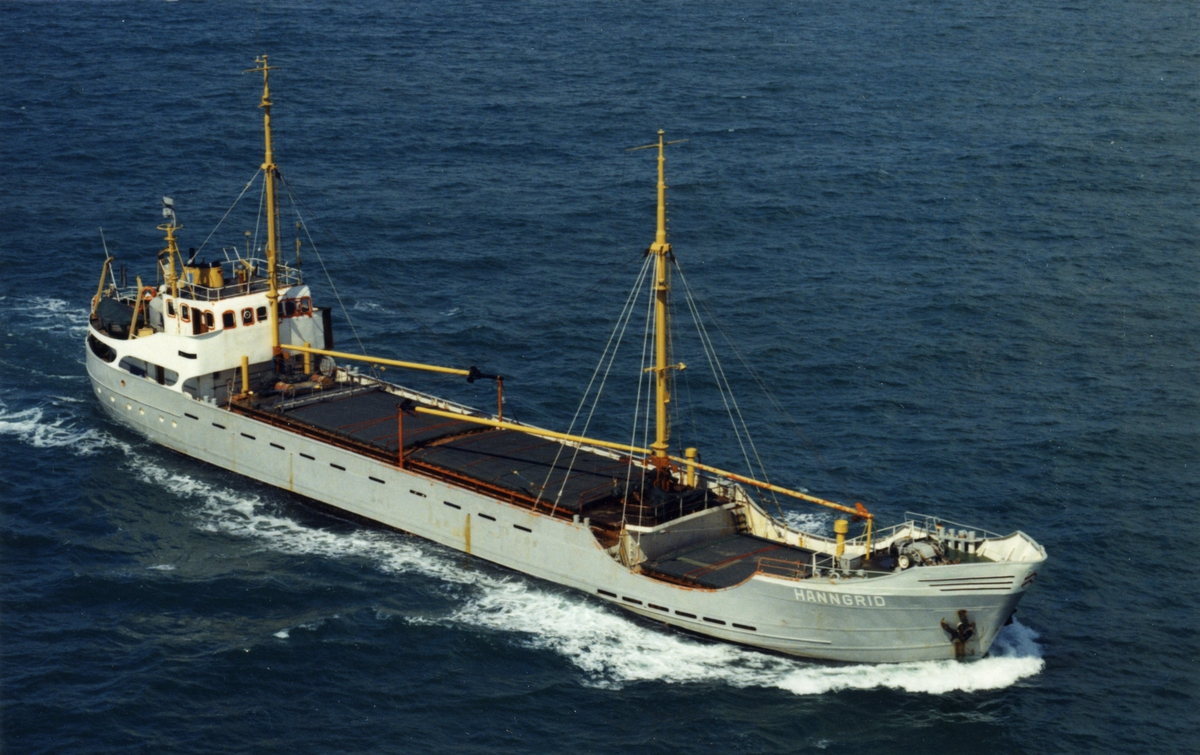
Hanngrid, № 181 (1956)
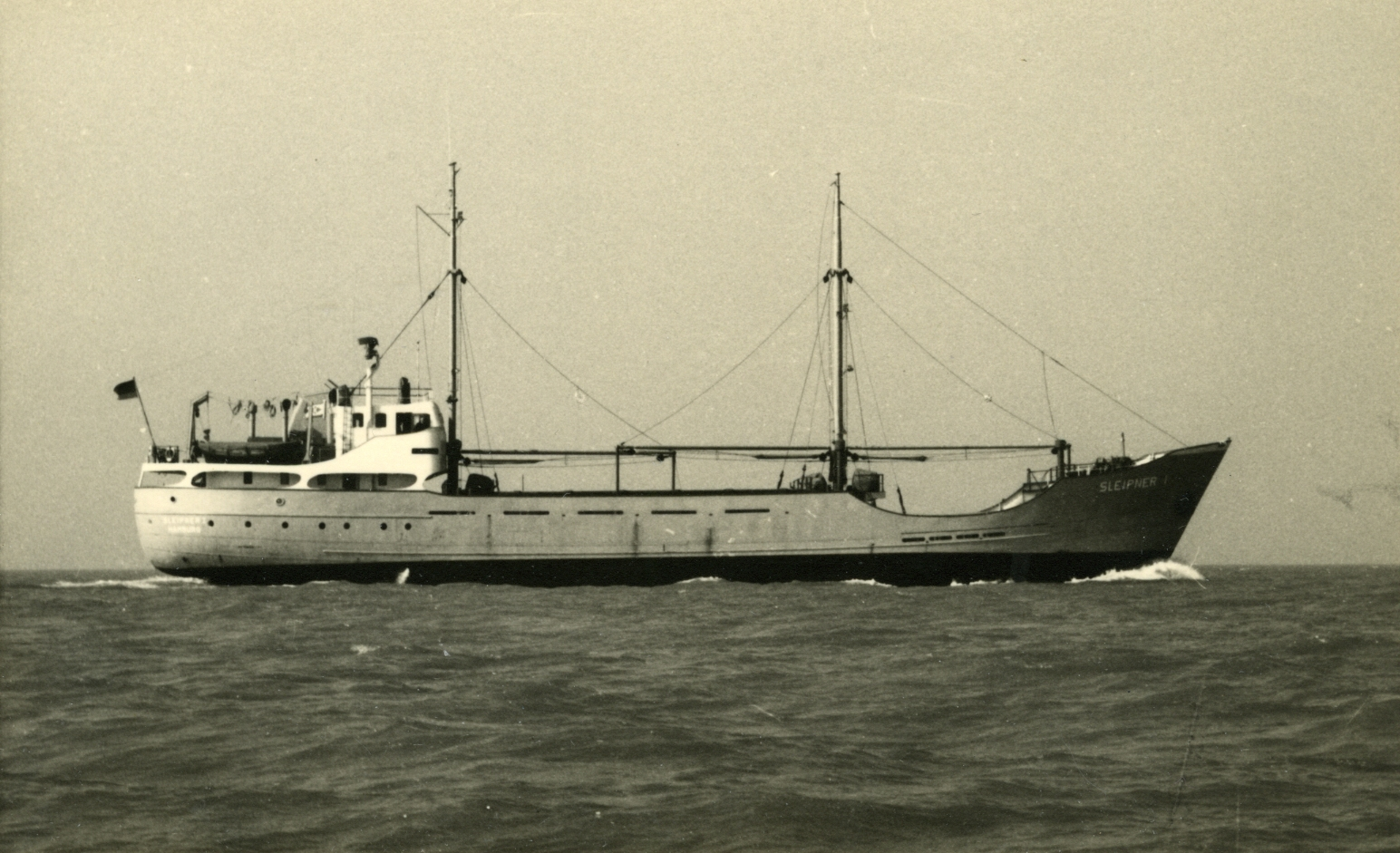
Sleipner I, № 189 (1958)
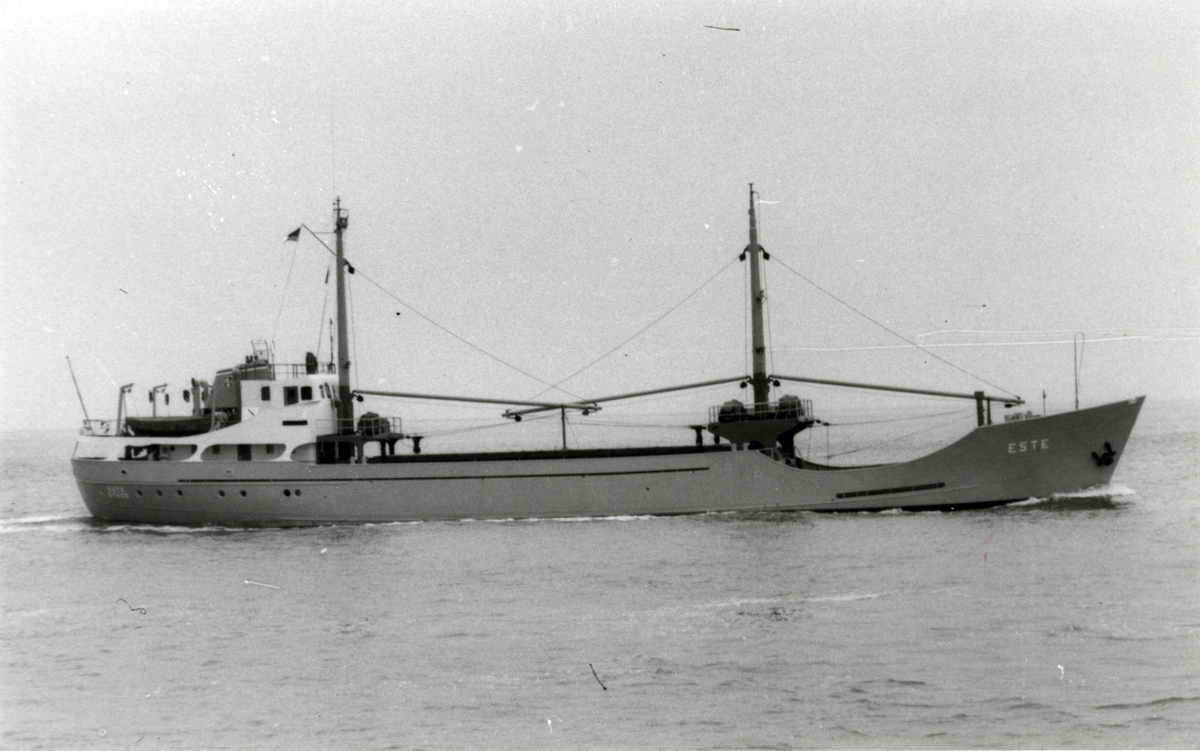
Este, № 191 (1959)
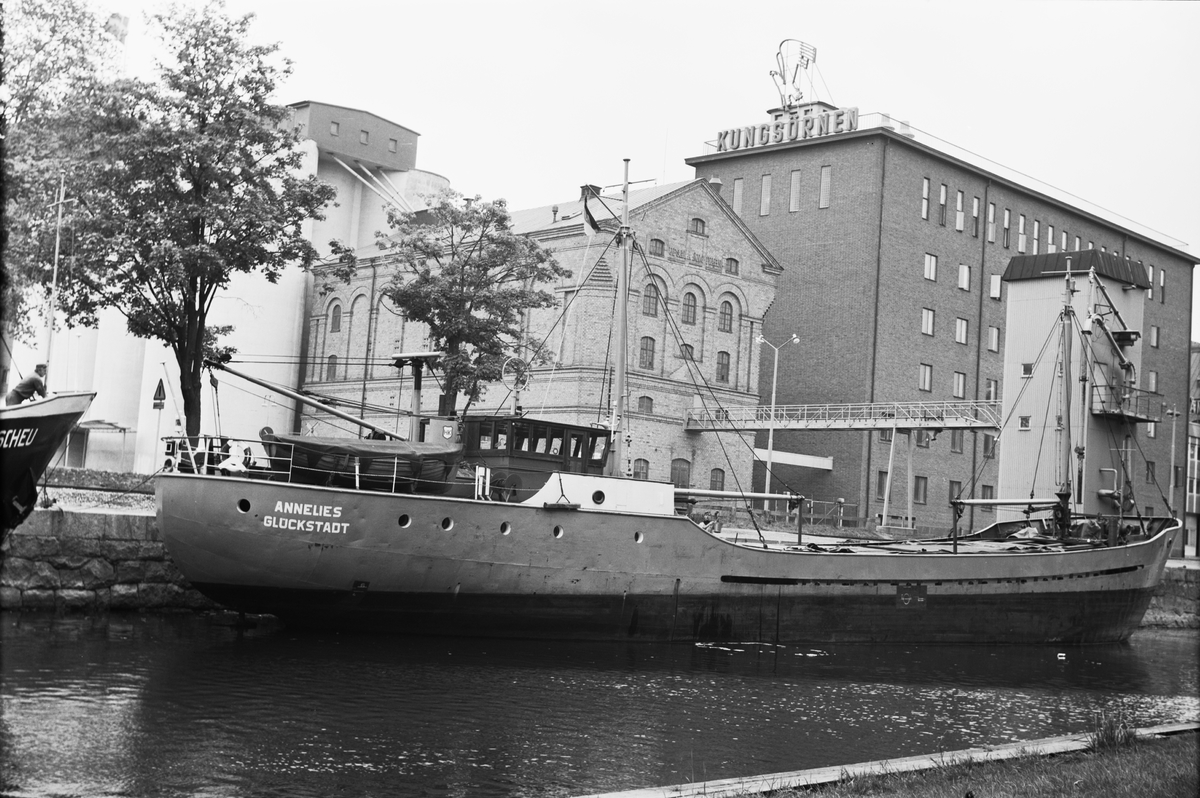
Annelies, № 196 (1962)
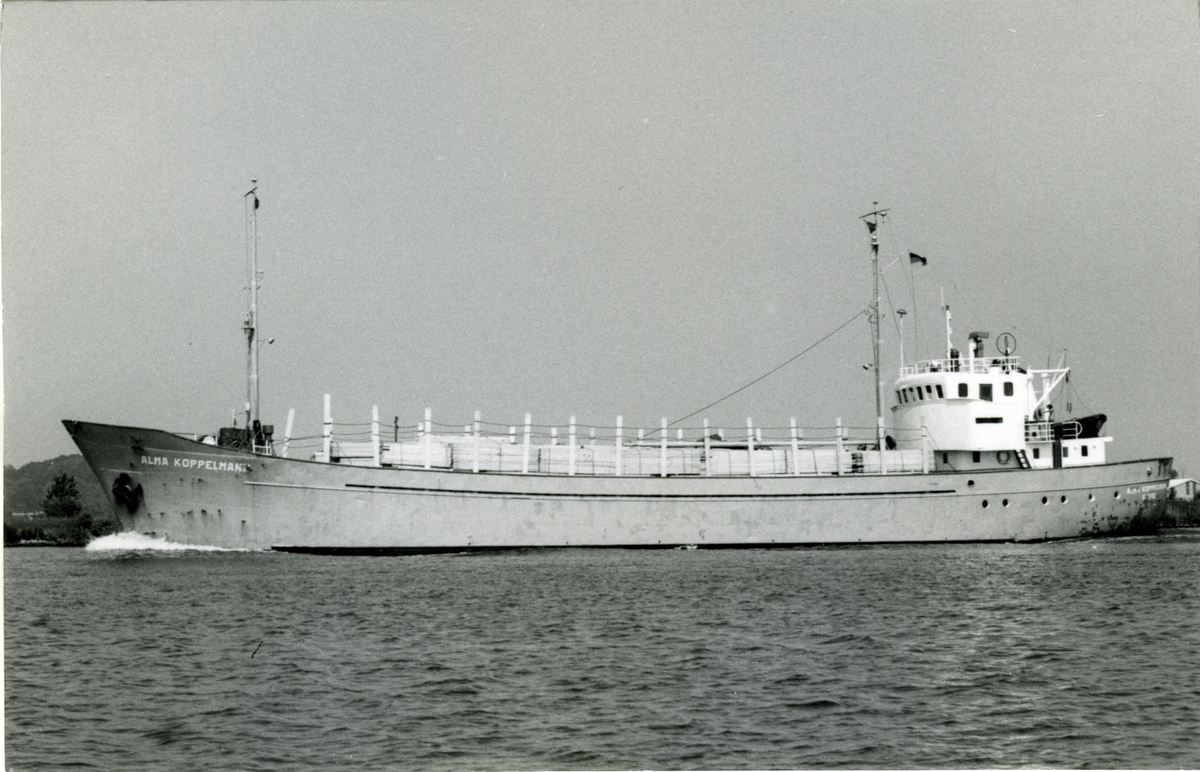
Alma Koppelmann, № 202 (1966)
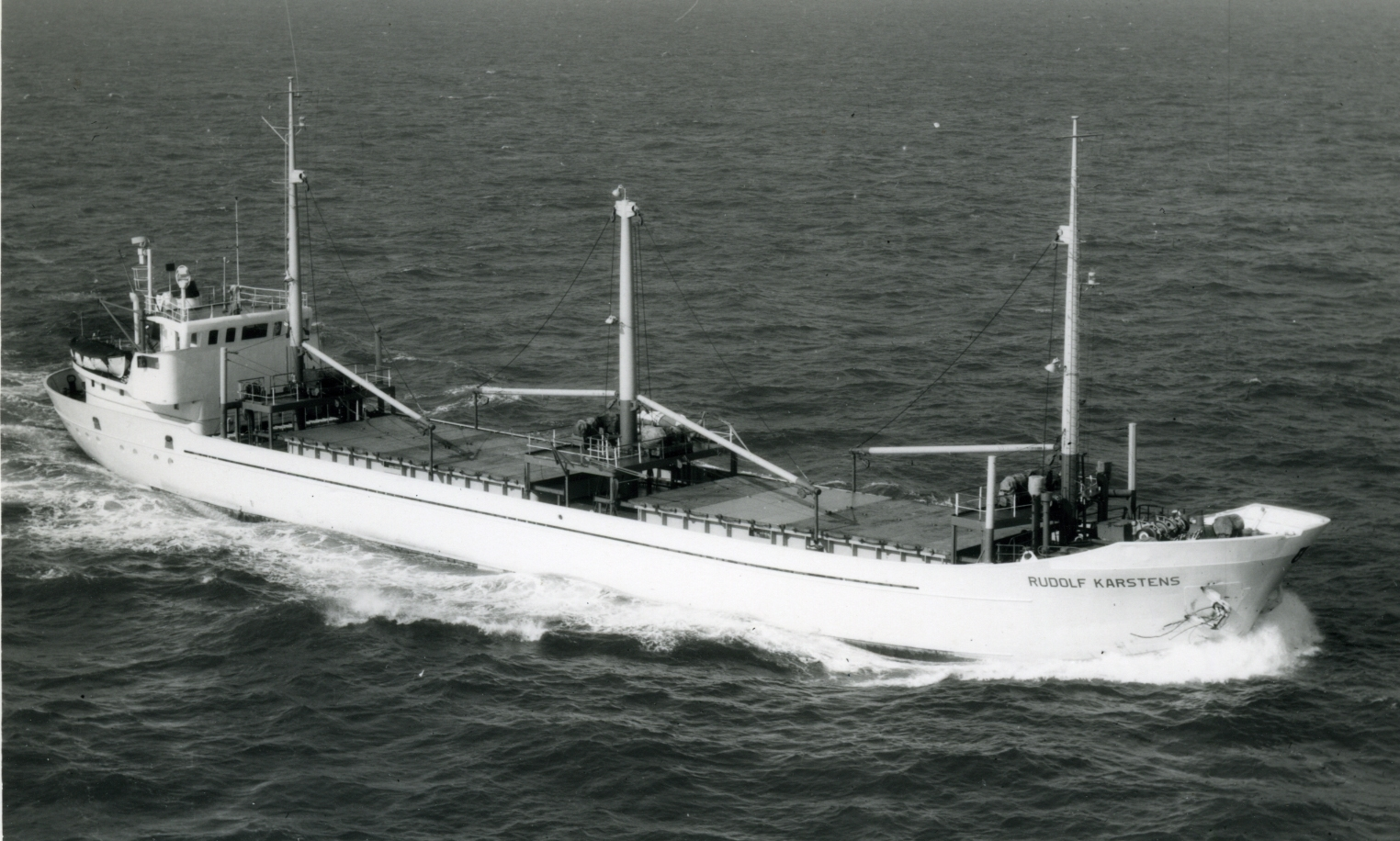
Rudolf Karstens, № 204 (1966)
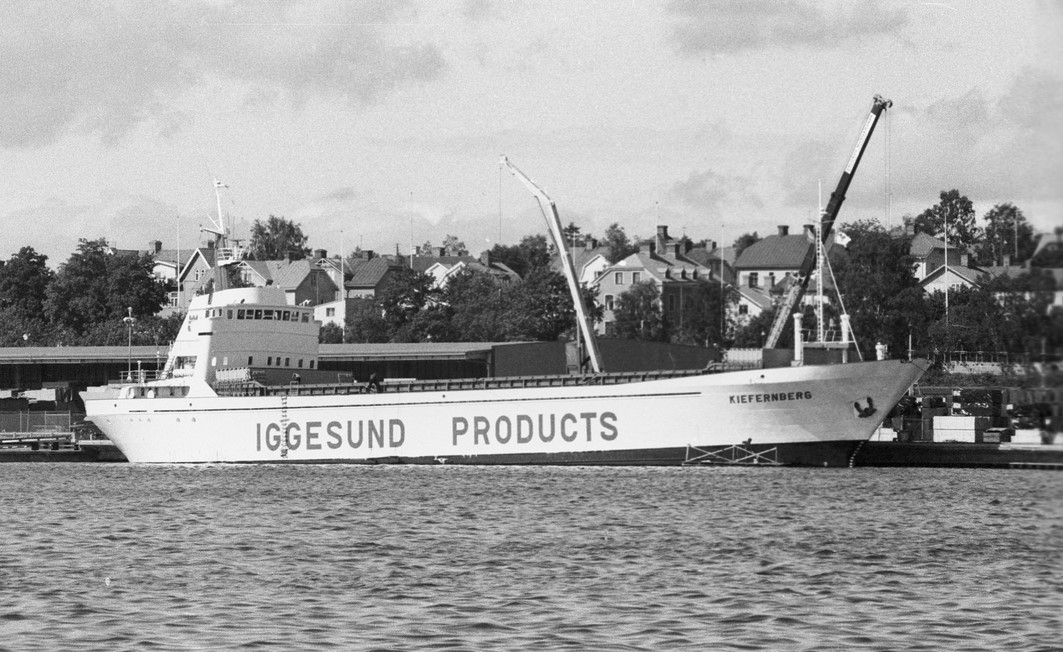
Kiefernberg, № 211 (1970)